# Ясногородська сільська рада (Романівський район)
Ясногородська сільська рада — колишня адміністративно-територіальна одиниця та орган місцевого самоврядування у Чуднівському і Романівському (Миропільському, Дзержинському) районах Волинської округи, Київської й Житомирської областей Української РСР та України з адміністративним центром у с. Ясногород.

## Населені пункти
Сільській раді були підпорядковані населені пункти:
- с. Ясногород
- с. Монастирок
- с. Синява

## Населення
Кількість населення ради станом на 1923 рік становила 1 530 осіб, кількість дворів — 331.
Кількість населення сільської ради станом на 1924 рік становила 1 500 осіб.
Відповідно до результатів перепису населення СРСР, кількість населення ради станом на 12 січня 1989 року становила 529 осіб.
Станом на 5 грудня 2001 року, відповідно до перепису населення України, кількість мешканців сільської ради становила 414 осіб.

## Склад ради
Рада складалася з 15 депутатів та голови.

## Історія
Створена 1923 року в складі сіл Монастирок, Синявка (Синява) та Ясногород Чуднівської волості Полонського повіту Волинської губернії.
Станом на 1 вересня 1946 року сільська рада входила до складу Дзержинського району Житомирської області, на обліку в раді перебували села Монастирок, Синява, Ясногород та хутір Сущевичі.
29 вересня 1960 року, відповідно до рішення Житомирського облвиконкому № 985 «Про вилучення з обліку деяких населених пунктів в районах області», х. Сущевичі знятий з обліку.
На 1 січня 1972 року сільська рада входила до складу Дзержинського району Житомирської області, на обліку в раді перебували села Монастирок, Синява та Ясногород.
Виключена з облікових даних 17 липня 2020 року. Територію та населені пункти ради, відповідно до розпорядження Кабінету Міністрів України № 711-р від 12 червня 2020 року «Про визначення адміністративних центрів та затвердження територій територіальних громад Житомирської області», включено до складу Романівської селищної територіальної громади Житомирського району Житомирської області.
Входила до складу Чуднівського (7.03.1923 р.) та Романівського (Миропільського, Дзержинського, 27.06.1925 р.) районів.